# Малі гріхи наші
«Малі гріхи наші» («Mažos mūsų nuodėmės») — радянський художній фільм 1979 року, знятий режисером Хенрікасом Шаблявічюсом на Литовській кіностудії.

## Сюжет
Фільм знятий за твором литовського та радянського письменника Раймондаса Кашаускаса. Виходячи заміж за механізатора Ляонаса, Юсте мріє про автомобіль, про власний будинок, в якому буде спокійно до старості, про те, що вона, можливо, буде депутатом. Але її чоловіка такі дрібниці не хвилюють, йому потрібне почуття польоту. Для нього це і участь у змаганнях старих вантажівок, і близькість молодій Гедрі.

## У ролях
- Антанас Шурна — Ляонас Улба
- Ірена Марія Леонавічюте — Юсте, дружина Ляонаса
- Регіна Арбачяускайте — Гедре
- Саулюкас Тякорюс — Ляонас у дитинстві
- Дарюкас Багдонас — Гінтарас, син Ляонаса
- Еугенія Плешкіте — Альбіна Улбайте, сестра Ляонаса
- Баліс Браткаускас — Станкус
- Казимірас Прейкштас — Буткус-"Урвініс"
- Вітаутас Томкус — Зігміс, друг Ляонаса
- Хенрікас Андрюконіс — адміністратор ресторану
- Рітіс Густайтіс — робітник
- Юрате Янкаускайте-Стонкене — відвідувачка ресторану
- Баліс Юшкявічюс — чоловік у ресторані
- Вітаутас Канцлеріс — сивий чоловік у ресторані, залицяльник Гедре
- Альгірдас Кубілюс — чоловік у ресторані
- Йонас Науйокас — епізод
- Рімантас Недзвецкас — чоловік у ресторані
- Юозас Мешкаускас — чоловік на весіллі
- Нійоле Емілія Сабуліте — жінка за столом у ресторані
- Повілас Станкус — чоловік у ресторані
- Олександр Шиманскіс — робітник
- Б. Зінкявічене — епізод
- Альгірдас Венскунас — чоловік у ресторані
- Ромуальдас Грінцявічюс — чоловік у ресторані
- Бронюс Гражіс — чоловік в автобусі
- Лайма Кернюте — жінка в ресторані
- Нійоле Наріяускайте-Гражене — жінка в автобусі
- Миколас Пяткявічюс — чоловік у ресторані
- Александрас Рібайтіс — чоловік у ресторані
- Едуардас Чепуліс — старий в автобусі
- Марія Чярняускайте — жінка в ресторані
- Хенрікас Шаблявічюс — відвідувач ресторану
- Стасіс Мотеюнас — епізод
- Біруте Діджгальвіте — жінка на весіллі

## Знімальна група
- Режисер — Хенрікас Шаблявічюс
- Сценаристи — Стасіс Ліпскіс, Хенрікас Шаблявічюс
- Оператор — Йонас Марцінкявічюс
- Композитор — Бронісловас-Вайдутіс Кутавічюс
- Художники — Віргінія Даутартене, Альгімантас Шюгжда